# 東武スーパープール

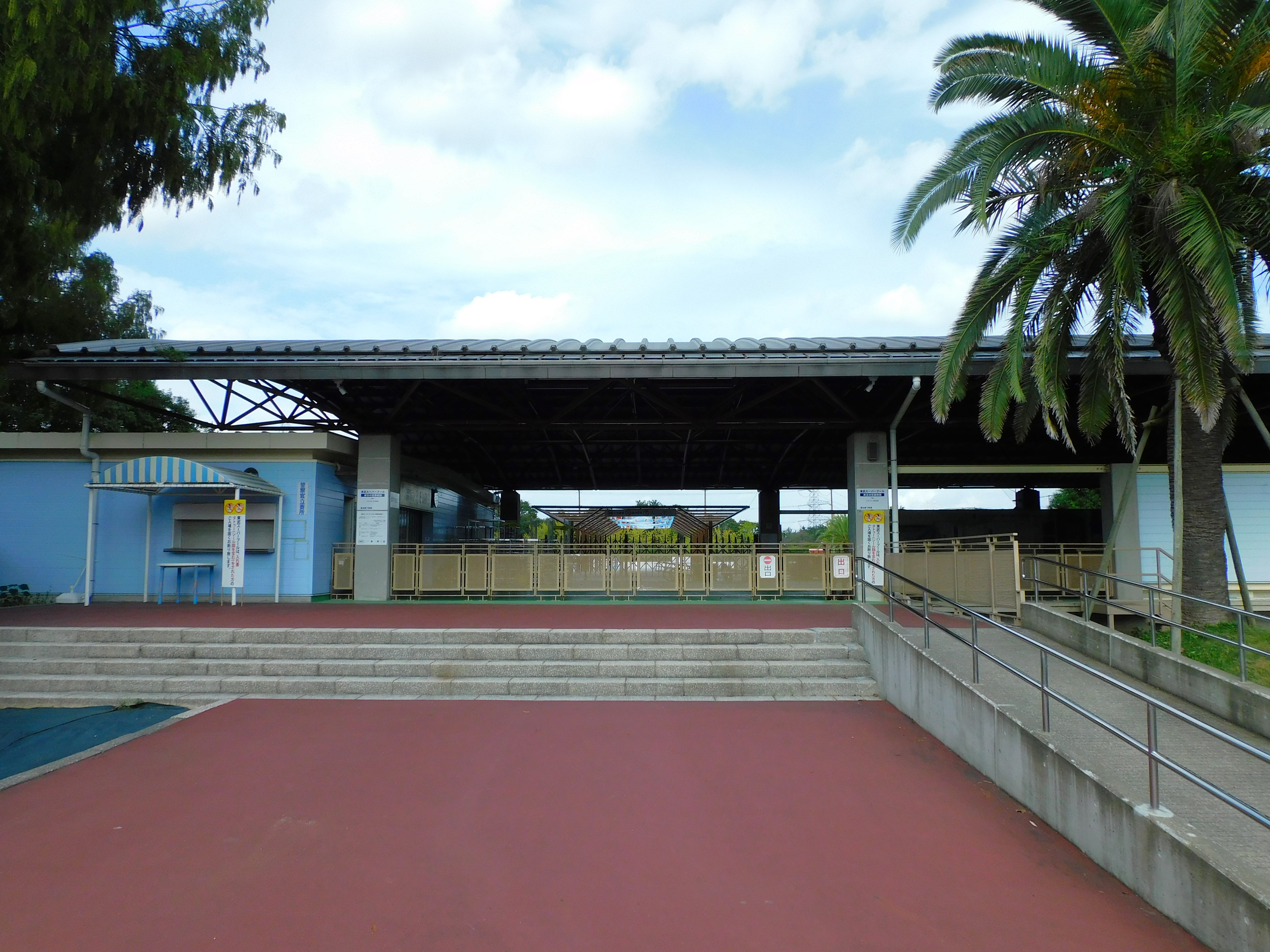
入園ゲート

東武スーパープール（とうぶスーパープール、Tobu Super Pool）は、埼玉県白岡市爪田ケ谷にある、東武動物公園のプール施設。プールはパークの西ゲート付近に位置している。敷地面積約3万8000m²、水面積約7600m²。1990年7月7日にオープンした。夏季限定で開園する屋外型レジャープールである。

## 施設
- タイガースプラッシュ：2015年に新たに設置されたウォータースライダー。全長70m。3つのレーンの内、2レーンがトンネルがあるスライダー。 二人以上の同時すべり禁止。身長制限120cm。眼鏡・アクセサリー等、着用・持参禁止。
- ウェーブプール（波のプール）：最深部1.6 mある波が出るプール。毎時間15分間、波が出る。ボート類持込禁止。
- 流れるプール：1周300mの流れるプール。
- 急流すべり：急流すべり専用の浮き輪を使用してのスライダー。一人乗り用浮き輪小学生以下のみ利用可（子供専用浮き輪）。身長制限120cm。眼鏡・アクセサリー等、着用・持参禁止。
- ウォーターキッド：子供用プール。子供用すべり台、スライダーもあり。 子供同士での二人すべり禁止。すべり台、スライダーでの眼鏡・アクセサリー等、着用・持参禁止。
- じゃぶじゃぶアドベンチャー：3つのエリアに分かれた屋外最大級の親子一緒に楽しめるキッズプール。
- バケツスプラッシュ：5分ごとに大量の水が頭上に降り注ぐバケツスプラッシュをはじめ、回転式滑り台や自分で操作できる遊具がある。
- 親子スライダー：親子一緒に滑ることができるチューブスライダー。

## 営業
- 期間：7月中旬 - 9月中旬
- 時間：9:30 - 17:00（お盆期間中は9:00から入場の場合もある）
- 休日：期間中無休（天候により休業する場合もあり）

## 年度営業日
- 2024年度:6月29日（土）・30日（日）、7月6日（土）・7日（日）・13日（土） - 15日（祝）、20日（土） - 9月1日（日）、7日（土）・8日（日）・14日（土） - 16日（祝）[1]
- 2015年度:7月12日（日）・18日（土） - 8月31日（月）、9月5日（土）・6日（日）・12日（土）・13日（日）
- 2014年度:7月19日（土） - 9月7日（日）、13日（土）・14日（日）・15日（祝）
- 2013年度:7月13日（土） - 9月8日（日）
- 2012年度:7月7日（土） - 9月9日（日）
- 2011年度:7月9日（土） - 9月4日（日）
- 2010年度:7月10日（土） - 9月5日（日）
- 2009年度:7月11日（土） - 9月13日（日）
- 2008年度:7月12日（土） - 9月15日（月・祝）
- 2007年度:7月14日（土） - 9月9日（日）
- 2006年度:7月15日（土） - 9月10日（日）

## 料金
- 入園券+プール入場券：シニア（60歳以上）2,000円 - 2,900円大人（18歳以上）2,800円 - 3,700円、中人（中高生）2,300円 - 3,000円、小人（3歳 - 小学生）1,400円 - 1,900円[1]

### 旧料金
- おとな（中学生以上）

2,400円（入園料1,700円＋プール入場700円）
- こども（3歳以上）

1,100円（入園料700円＋プール入場400円）
- シニア（60歳以上）

1,700円（入園料1,000円＋プール入場700円）

## アクセス
西ゲートから
- JR宇都宮線（東北本線）・湘南新宿ライン 新白岡駅東口よりタクシー約10分
- 東武鉄道東武動物公園駅西口より臨時バスが運行される場合がある。
- 西ゲートから徒歩2分

東ゲートから
- 東武鉄道東武動物公園駅西口より徒歩約10分。もしくはバス約5分
- 東ゲートから徒歩約30分。園内バス『アニ丸ぶーぶー』にて約10分。